# Hardcore Vibes
Hardcore Vibes is de debuutsingle van de Duitse happy hardcoregroep Dune. Het is de eerste single van hun naar zichzelf vernoemde debuutalbum uit 1995. In mei dat jaar werd het nummer op single uitgebracht.

## Achtergrond
De single werd uitsluitend een hit in het Duitse en Nederlandse taalgebied. In Dunes' thuisland Duitsland bereikte de single de 5e positie en in Zwitserland de 36e positie.
In Nederland werd de single destijds veel gedraaid op de landelijke radiozenders en werd een grote hit. De single bereikte de 8e positie in de Nederlandse Top 40 op Radio 538 en de 10e positie in de publieke hitlijst; de Mega Top 50 op Radio 3FM.
In België werd géén notering behaald in zowel de Vlaamse Ultratop 50 als de Vlaamse Radio 2 Top 30 en de Waalse Ultratop 50.
Ook deze single wordt gezien als een van de grootste happy hardcore-hits.